# Флемминг, Артур Шервуд
Артур Шервуд Флемминг (англ. Arthur Sherwood Flemming; 12 июня 1905, Кингстон, штат Нью-Йорк, США — 7 сентября 1996, Алегзандрия, штат Виргиния, США) — американский государственный деятель, министр здравоохранения, образования и благосостояния (1958—1961).

## Биография
В 1927 г. окончил Уэслианский Университет Огайо. В следующем году он получил степень магистра политологии в Американском университете в Вашингтоне.
14 декабря 1934 г. женился на Бернис Вирджинии Молер. У них было пятеро детей: Элизабет Энн, Сьюзен Харриет, Гарри Шервуд, Артур Генри и Томас Мэдисон.
С 1930 по 1934 г. работал в качестве репортера издания United States Daly. В этот период успешно сдал экзамен по юридической специальности в Университете Джорджа Вашингтона. С 1934 по 1938 г. занимал пост директора Школы по связям с общественностью Американского университета.
Его общественно-политическая карьера началась в 1939 г., когда президент Франклин Рузвельт назначил его республиканским представителем в Комиссию по гражданской службе, где он проработал до 1948 г. Он также был членом «Комиссии Гувера», которая занималась совершенствованием организационной структуры федерального правительства.
В 1948—1951 гг. являлся президентом Уэслианского Университета Огайо, став первым бывшим студентом этого учебного заведения на данном посту.
В 1951—1953 гг. — заместитель, а с 1953 по 1957 г. — начальник Управления военного производства в мобилизационный период.
В 1957 г. вновь становится президентом Уэслианского Университета Огайо.
В 1957—1961 гг. — министр здравоохранения, образования и благосостояния США в кабинете Дуайта Эйзенхауэра. Выступил был одной из ключевых фигур в формировании политики социального обеспечения в течение более четырех десятилетий. На посту министра расширил систему социального обеспечения; его работа также была сосредоточена на расширении социальных обязательств в отношении пожилых граждан и десегрегации системы образования. В 1959 г. незадолго до Дня благодарения он посоветовал американцам отказаться от потребления клюквы из-за наличия в ней следов гербицида амитрол, чем вызвал «Великий Клюквенный Скандал» (Great Cranberry Scandal).
После ухода в отставку являлся президентом университета штата Орегон. Во время его пребывания в должности численность обучающихся выросла с 8 000 до 14 000 человек. Кроме того, были привлечены значительные федеральные средства в модернизацию Юджина. При университете была открыта Школа общественных услуг и связей с общественностью, в кампусе были построены обсерватория и различные лаборатории.
Затем возглавлял Уэслианский университет Огайо и колледжа Макалестера (1969—1971).
В 1966 г. был избран на четырёхлетний срок в качестве президента Национального совета церквей — крупнейшей христианской экуменической организации в США.
В 1971—1978 гг. являлся комиссаров правительства США по вопросам старения (Commissioner on Aging). С 1972 по 1981 г. был председателем комиссии США по гражданским правам.
Похоронен на кладбище в своём родном городе.
После его смерти была учреждена премия Артура Флемминга, которой отмечаются выдающимися достижения федеральных государственных служащих.

## Награды и звания
Дважды был удостоен Президентской медали Свободы (1957 и 1994).